# کیم سونگ-یونگ
کیم سونگ-یونگ (انگلیسی: Kim Song-yong؛ زادهٔ ۲۶ فوریهٔ ۱۹۸۷) بازیکن فوتبال اهل کره شمالی است.
از باشگاه‌هایی که در آن بازی کرده‌است می‌توان به باشگاه فوتبال بنگالورو اشاره کرد.
وی همچنین در تیم ملی فوتبال کره شمالی بازی کرده‌است.